# Der perfekte Magier
| Der perfekte Magier | Der perfekte Magier                |
| ------------------- | ---------------------------------- |
| Erscheinungsland    | Deutschland                        |
| Herausgeber         | Otto Maier Verlag, Ravensburg      |
| Erscheinungsjahr    | 1960                               |
| Aufmachung          | gebunden                           |
| Illustrationen      | 154 s/w Abbildungen, 21 Fotoseiten |
| Sprache(n)          | Deutsch                            |
| Seitenumfang        | 115                                |
| Thema               | Allgemeine Zauberkunst             |
| ISBN                | noch nicht vergeben                |
| Autor               |                                    |
| Martin Michalski    |                                    |

Der perfekte Magier ist der Titel eines der grundlegenden Bücher zum Erlernen der Kunst des Zauberns. Es behandelt hauptsächlich Zauberkunststücke, die mit Alltagsgegenständen vorzuführen sind.

## Inhalt
Das von Martin Michalski verfasste Buch beschreibt Kunststücke, die ohne großen technischen Aufwand, aber mit einigen notwendigen Basteleien für den privaten Bereich vorzuführen sind. Dabei wird besonders auf exakte technische Angaben mit genauen Maßangaben Wert gelegt, um dem Schüler die Möglichkeit zum genauen Nachbau zu ermöglichen. Einige Fachausdrücke aus der Zauberkunst beschließen das Buch.
Das Buch erlebte mehrere Auflagen. 

## Die Kapitel
- Einführung
- Servante
- Seidentücher selbst gemacht
- Die hohe Schule der Magie (Palmage)
- Das verschwundene Markstück
- Der Zeitungstrick
- Die Wundertüte
- Das Farbenwunder
- Die Tücherkette
- Chinesisches Reiswunder
- Aladins Wunderkerze
- Telepathische Voraussage
- Das Geisterrohr
- Krawattenkombination
- Die schwebende Kugel (nach Okito)
- Der Zaubertisch
- Die Wurfkarte
- Der 4-Buben-Trick
- Amerikanischer Kartensprudel
- ABC der Fachwörter
- Gute Ratschläge

## Ausgaben
- 1. Ausgabe 1960, siehe Infobox
- 2. Ausgabe 1963
- 3. Ausgabe 1992

## Buchbesprechung
- Magische Welt, Fachzeitschrift für Zauberkunst, Heft 2, 1961, Seite 60

„Michalski, der ohne Zweifel Amateurmagier ist, wie aus dem gestellten Foto unschwer zu erkennen ist, beschreibt in seinem Werk nicht etwa typische Anfängerkunststücke, sondern er
erklärt fleißig Tricks aus der Fachliteratur und solche, die von den Händlern verkauft werden.“